# Итабаси-Хонтё (станция)
Станция Итабаси-Хонтё (яп. 板橋本町駅 итабаси хонтё: эки) — железнодорожная станция на линии Мита расположенная в специальном районе Итабаси, Токио. Станция обозначена номером I-19. На станции установлены автоматические платформенные ворота.

## Планировка станции
Две платформы бокового типа и 2 пути.
| 1 | ○ Линия Мита | Сугамо, Отэмати, Мэгуро, Хиёси |
| 2 | ○ Линия Мита | Ниси-Такасимадайра             |

## Близлежащие станции
| «                  |  | Линия      |  | »            |
| ------------------ |  | ---------- |  | ------------ |
| Итабаси-Куякусёмаэ |  | Линия Мита |  | Мотохасунума |